# Ruszowice (gromada)
Ruszowice – dawna gromada, czyli najmniejsza jednostka podziału terytorialnego Polskiej Rzeczypospolitej Ludowej w latach 1954–1972.
Gromady, z gromadzkimi radami narodowymi (GRN) jako organami władzy najniższego stopnia na wsi, funkcjonowały od reformy reorganizującej administrację wiejską przeprowadzonej jesienią 1954 do momentu ich zniesienia z dniem 1 stycznia 1973, tym samym wypierając organizację gminną w latach 1954–1972.
Gromadę Ruszowice z siedzibą GRN w Ruszowicach utworzono 1 stycznia 1959 w powiecie głogowskim w woj. zielonogórskim na mocy uchwały nr V/20/58 WRN w Zielonej Górze z dnia 25 października 1958 z obszarów zniesionych gromad Brzostów i Jaczów. Równocześnie z nowo utworzonej gromady Ruszowice wyłączono wieś Smardzów, włączając ją do gromady Jerzmanowa w tymże powiece.
Gromada przetrwała do końca 1972 roku, czyli do kolejnej reformy gminnej.